# Породица кларинета
Кларинет (фр. clarinette, енг. clarinet, ит. clarinetto, нем. Klarinette).
Кларинети се израђују у неколико величина, чему одговарају њихови различити тонски обими и донекле различите звучне боје. Сви ти сродни инструменти чине породицу кларинета (енг. clarinet family).
Данас се користи пре свега кларинет in B♭, као и кларинет in А и бас-кларинет.
Заједнички писани обим за све врсте кларинета је:
На B♭ кларинету ови тонови звуче за велику секунду ниже (d-f3), на A кларинету за малу терцу ниже (cis-e3), на малом Es кларинету за малу терцу више (g-b3), на бас-кларинету за велику нону ниже (D-f2), за октаву ниже од B♭-кларинета).
Некада су били у употреби и кларинети in C (звучи као што пише) и in D (звучи за велику секунду више), као и дубља врста – тзв. басетхорн.
Данас се уместо басетхорна понекад, али ретко, користи алт-кларинет in F ili Es (звучи за чисту квинту или велику сексту ниже), а такође се веома ретко употребљава најдубљи инструмент из ове породице – контрабас-кларинет (звучи за октаву дубље од бас-кларинета).

## Породица кларинета
- B♭ кларинет има светао тон, врло је покретљив и способан за све изражајне нијансе (f, p, легато, стакато, распеване мелодије, виртуозни пасажи). То исто важи за А кларинет, само што му је тон нешто мекши и тамнији. Оба се користе у оркестру и као солистички инструменти и у камерним ансамблима.

- Es кларинет има оштар, пискав звук, те се употребљава у симфонијском оркестру за добијање посебних ефеката (хумор, карикатура).

- Бас-кларинет је по облику сличан саксофону: горњи део цеви са усником повијен је уназад, а левак – навише. Он има мек, таман, помало ”шупаљ” тон, чија је специфична боја драгоцена у оркестру. Ретко се употребљава као соло-инструмент или у камерним саставима.

- Алт кларинет је по облику сличан бас-кларинету, само је мало мањи.

- Контрабас-кларинет, који, као што је речено, има само изузетно примену у модерној музици, израђује се у разним облицима. Његов тон је још тамнији него код бас-кларинета.

- Три кларинета, слева-надесно: As, B♭ и Es кларинет
- Бас-кларинет Оехлер и Боехм
- Контрабас и Контра-алт кларинети
- 10 кларинета, од високог As до контрабаса